# 李錫 (1906年)
李錫（韓語：이석；1906年—1953年），慶州人，大韓民國政治人物，是第一代韓國國會議員，於1948年5月31日—1950年5月30日出任，並是慶州的第二位代表。韓戰期間前往北韓，後下落不明。

## 生平
- 徽文高等學校（휘문고등학교）畢業。
- 入讀日本本土的明治大學法學系並畢業。
- 韓戰時曾前往北韓。